# Schizocosa darlingi
Schizocosa darlingi este o specie de păianjeni din genul Schizocosa, familia Lycosidae. A fost descrisă pentru prima dată de Pocock, 1898. Conform Catalogue of Life specia Schizocosa darlingi nu are subspecii cunoscute.